# Rudi West
Rudi West, geboren als Franciscus Gerardus Welman (Amsterdam, 3 mei 1915 – aldaar, 26 december 1969), was een Nederlands acteur.

## Loopbaan
West speelde bij diverse toneelgezelschappen, onder meer bij Johan Kaart in het stuk De zondebok (1960).
Ook in de revue was West actief, zoals in 1941-1942 in Waarom niet vanavond!? van Jan de Geus en in Revue Festival 61 bij het gezelschap van Berry Kievits (1962).
Hij was in de jaren veertig showpartner van Maria Christina Kok sr., de moeder van Mimi Kok.
West was op televisie onder meer te zien in Herrie om Harrie (1964) onder regie van Willy van Hemert en in Tim Tatoe (1966). Op de radio was hij te horen bij de NCRV in het hoorspel Sil de strandjutter (1969). Hij had ook kleine rollen in films als Een koninkrijk voor een huis van Jaap Speyer (1949) en 10.32 van Arthur Dreifuss (1966).

## Toneelrollen
| Titel van het stuk              | Rol | Schrijver                         | Gezelschap    | Jaren     |
| ------------------------------- | --- | --------------------------------- | ------------- | --------- |
| Zonneschijn - De Zonnepitten    |     | Gerard Doting, Rudi West          |               | 1945-1946 |
| Feest in Hollywood              |     | onbekend                          |               | 1946      |
| De zondebok                     |     | Hans Sturm                        | Johan Kaart   | 1960      |
| Daar klopt iets niet            |     | Edgar Hillman                     | Johan Kaart   | 1960-1961 |
| Potasch en Perlemoer in textiel |     | Montague Glass, Roi Cooper Negrue |               | 1965      |
| De knecht van twee meesters     |     | Carlo Goldoni                     | Amstel toneel | 1966      |